# Colletes karooensis
Colletes karooensis är en biart som beskrevs av Kuhlmann 2007. Colletes karooensis ingår i släktet sidenbin, och familjen korttungebin. Inga underarter finns listade i Catalogue of Life.